# Lepismium micranthum
Lepismium micranthum là một loài thực vật có hoa trong họ Cactaceae. Loài này được (Vaupel) Barthlott mô tả khoa học đầu tiên năm 1987.